# Владислав Трилінський
Владислав Трилінський (пол. Wladyslaw Trylinski; 20 червня 1878, Тельше — 6 лютого 1956) — польський інженер комунікацій. Його іменем названі бетонні плити трилінка у формі правильного шестикутника, що використовуються для покриття доріг та тротуарів.

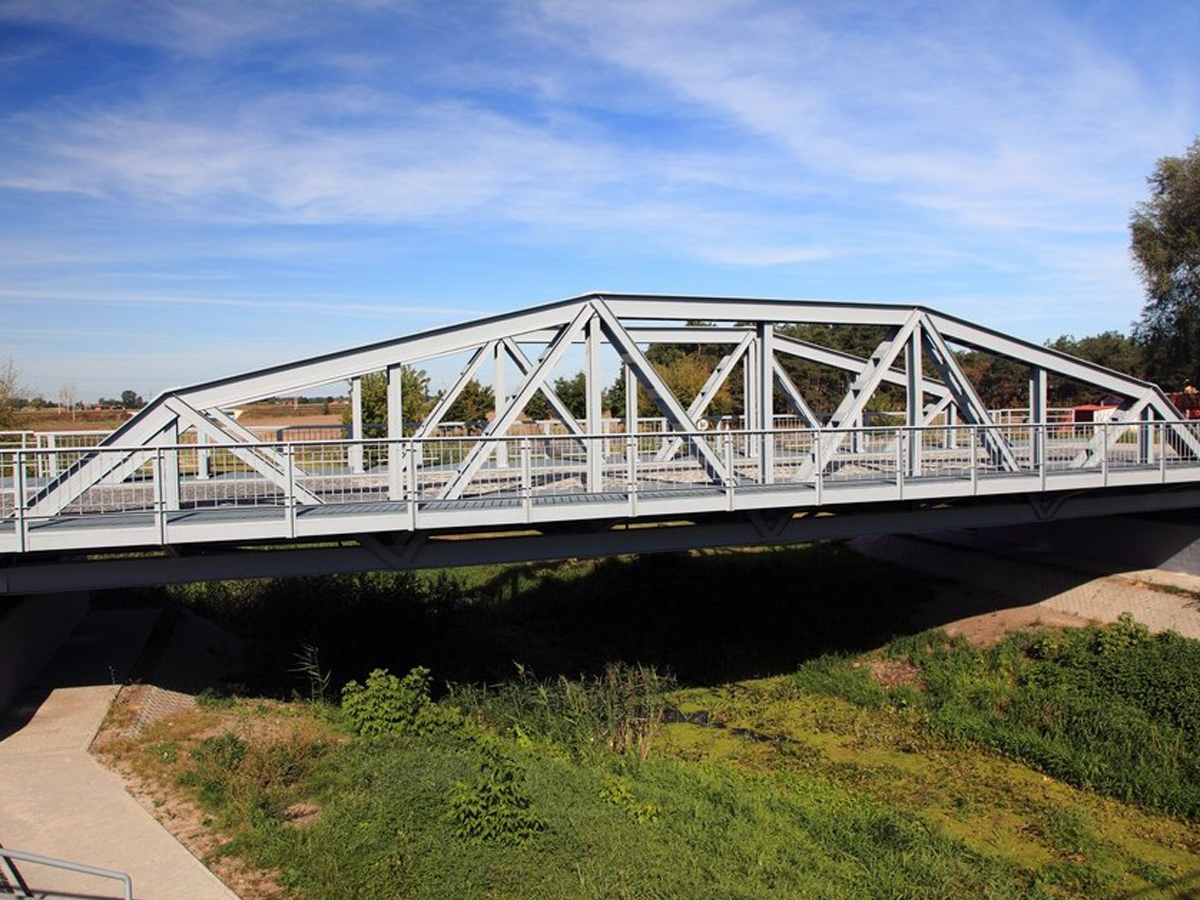

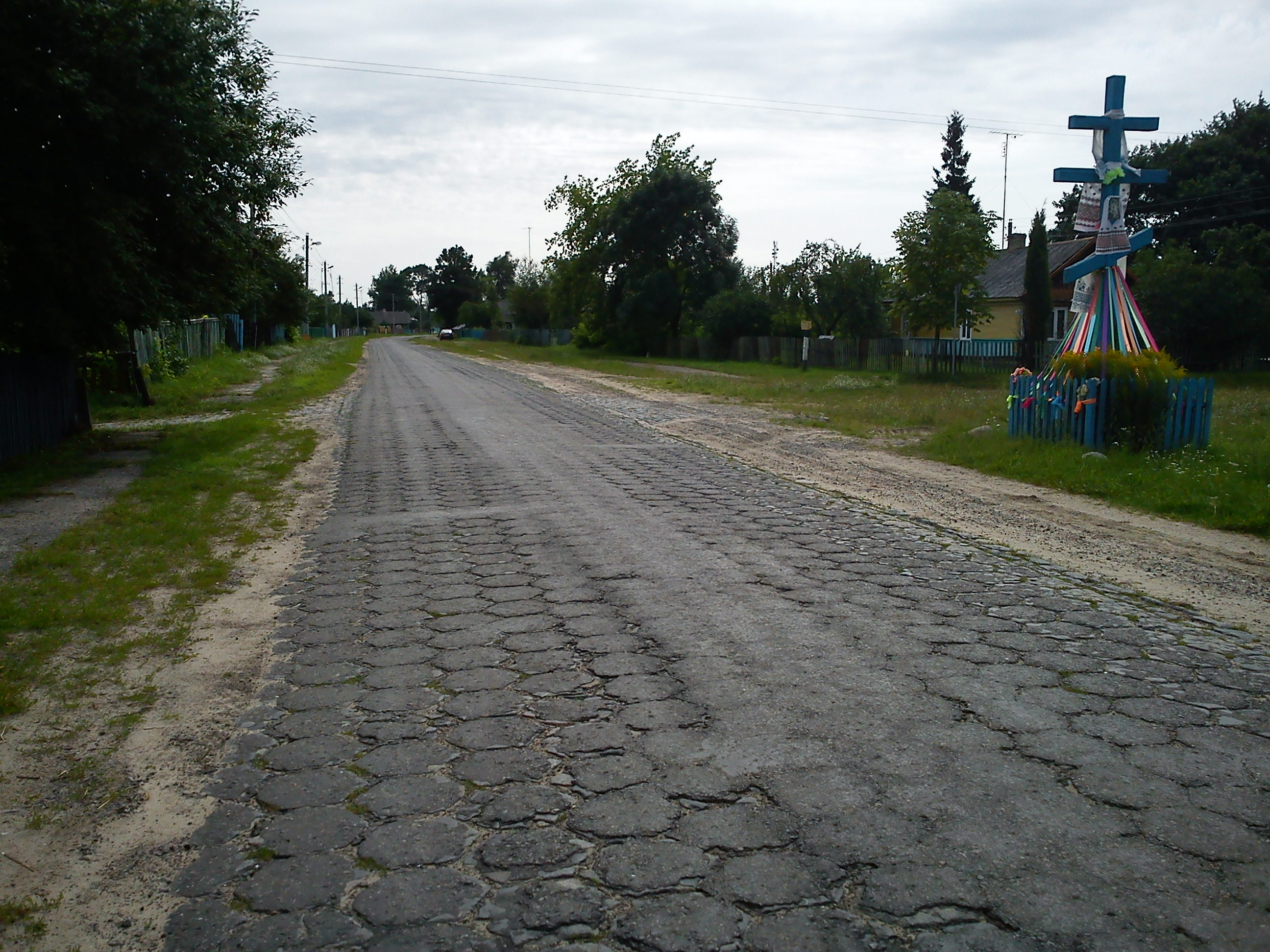
Трилінка, перекрита шаром асфальту.

Після здобуття Польщею незалежності на початку 20-х років був директором обласної дирекції громадських робіт у Варшаві. 31 грудня 1923 був нагороджений Хрестом офіцера Ордена Відродження Польщі. У 1929 році разом з Стефаном Брилою працював над створенням першого зварного мосту в Європі, який був поруч Ловича.
У 1935 році запатентував технологію укладання твердого дорожнього покриття з бетонних плит, так звану трилінку. Вважається винахідником залізобетонних залізничних шпал.
Похований на Варшавському цвинтарі Старі Повонзки.
Син, Владислав Трилінський — інженер-механік, засновник і викладач факультету точної механіки Варшавського технологічного університету, інженер і архітектор.